# 大谷昌行
大谷 昌行（おおたに まさゆき、1914年（大正3年）10月31日 - 2002年（平成14年）5月9日）は、日本の実業家。元一畑電気鉄道社長、元日本海テレビジョン社長。

## 略歴
1914年（大正3年）10月31日、島根県平田市に生まれる。1938年（昭和13年）に法政大学法学部法律学科を卒業する。
三菱電機を経て、1945年（昭和20年）に一畑電気鉄道に入社する。1955年（昭和30年）に取締役、1957年（昭和32年）に常務、1965年（昭和40年）に社長に就任する。
一畑グループの総帥で、グループ数十社の社長・会長を務めた。また、日本海テレビジョン社長、松江商工会議所会頭、日本民営鉄道協会理事などを歴任した。
2002年（平成14年）5月9日に死去、87歳。

## 人物
1977年（昭和52年）に藍綬褒章、1984年（昭和59年）に勲三等瑞宝章を受章する。